# De heilige geit
De heilige geit is een stripverhaal uit de reeks Kramikske dat verscheen in 2010 bij uitgeverij Bonte. Het verhaal verscheen eerst als vervolgverhaal in de krant Het Volk van 19 augustus tot 30 november 1992. Het was daarmee het laatste verhaal uit deze reeks. Het scenario is van Hec Leemans, de tekeningen komen van Jean-Pol die hiervoor werd geholpen door Dirk Stallaert.
Het album kwam er ter ere van de veertigste verjaardag van Kramikske en is de eerste en enige albumuitgave van dit zwart-witverhaal. Het verscheen op 500 gewone exemplaren en op 400 exemplaren voor het stripfestival van Knokke-Heist. Die laatste versie bevat naast het verhaal 8 pagina's met advertenties. Speciaal voor de albumuitgave werden een kaft en schutblad getekend. Een schets voor de omslagtekening werd als extraatje aan het album toegevoegd net als een aankondiging voor het verhaal in de krant van 18 augustus 1992.

## Verhaal
In het dorp Winkelse wordt een schoonheidswedstrijd voor geiten uitgeschreven. Kramikske en Bertje schrijven hun geit Zulma in. Zulma haalt hierdoor de televisie. Twee zakenmensen van het eiland en ministaatje Paloepanorapanapoer zien dit en zien in Zulma een godin van hun religie, de godin Zulmanella. Ze besluiten slechts een contract te tekenen met een lokale wapenfabrikant, Vandesjoemelaar, als ze die geit kunnen krijgen. Vandesjoemelaar koopt Bertjes baas, slager Bontekoe, uit. Bontekoe geeft de geit weg voor 1 miljoen euro. Wanneer Bertje en Kramikske dit te horen krijgen, willen ze de situatie ongedaan maken. Ze zetten de achtervolging in, maar komen te laat: Zulma en de twee buitenlandse zakenmannen vertrekken net per vliegtuig. Kramikske en Bertje geven echter niet op en verstoppen zich in een ander vliegtuig met dezelfde bestemming. Op dat moment is ook politiesergeant juffrouw Welgemoedt aanwezig. Ze wil de papieren van Vandesjoemelaar controleren, maar om geen heisa te veroorzaken slaan Vandesjoemelaars handlangers haar neer en sluiten haar op in het vliegtuig waar Kramikske en Bertje zich wat later in verstoppen.
Het vliegtuig stijgt op, maar tijdens de vlucht is Bertje onvoorzichtig waardoor de hele vracht, zij inclusief, in zee belandt. Daar klampen ze zich vast aan een kist waar op dat moment Welgemoedt uit tevoorschijn komt. Samen proberen ze zich op de open zee te redden. Uren later komen ze aan bij een boorplatform nabij Paloepanorapanapoer waar een Amerikaan hen helpt. De chef van de geheime dienst van Paloepanorapanapoer komt hen tegemoet en brengt Welgemoedt, Kramiske en Bertje naar het eiland. Onderweg doen ze hun relaas. De chef van de geheime dienst is echter zelf ook overtuigd van Zulma's heilige betekenis en laat de drie opsluiten. Dankzij aardbevingen barst hun cel echter open en kunnen ze ontsnappen. Op hun vlucht stoten ze op een optocht waarin Zulma de hoofdrol speelt: ze zal geofferd worden aan de vulkaan die de aardbevingen veroorzaakt. Ze proberen Zulma te bevrijden, maar worden weer gevangengenomen. De eilandbewoners besluiten ook de drie gevangen te offeren, maar Zulma heeft een speciale gave: ze kan haar staart als propeller gebruiken waardoor ze kan vliegen. De drie grijpen Zulma vast en zo kunnen ze ontsnappen.
De vulkaan begint op dat moment uit te barsten. Amerikaanse vliegtuigen helpen het eiland door een gat in de krater te maken zodat de lava daar uit stroomt en niet richting dorp. Tijdens de verwarring komt de Amerikaan van het boorplatform Kramikske, Bertje, Zulma en Welgemoedt per helikopter oppikken, richting vrijheid.